# Har Poreach
Har Poreach (hebrejsky: הר פורח) je hora o nadmořské výšce 173 metrů v severním Izraeli, v Horní Galileji.
Je situovaná necelý 1 kilometr východně od vesnice Macuva a 1 kilometr západně od obce Ja'ara. Má podobu nevelkého zalesněného navrší, které vystupuje nad jižní stranu údolí vádí Nachal Cuva, které se tu již blíží svému soutoku s Nachal Becet. Jde o ploché údolí zvané Bik'at Šefa (בקעת שפע), které je již výběžkem izraelské pobřežní planiny. V jarních měsících je vrch pokryt květenou. Zpočátku po založení kibucu Macuva byl kopec nazýván Har Kerach (הר קרח). Z vrcholku se nabízí kruhový výhled na okolní krajinu včetně pohoří Karmel. V okolí je zřízena turistická stezka o délce 3 kilometrů. Jižním směrem se rozkládá mírně zvlněná a zalesněná krajina, ze které vystupuje pahorek Giv'at Ezov.